# Lago Maggiore

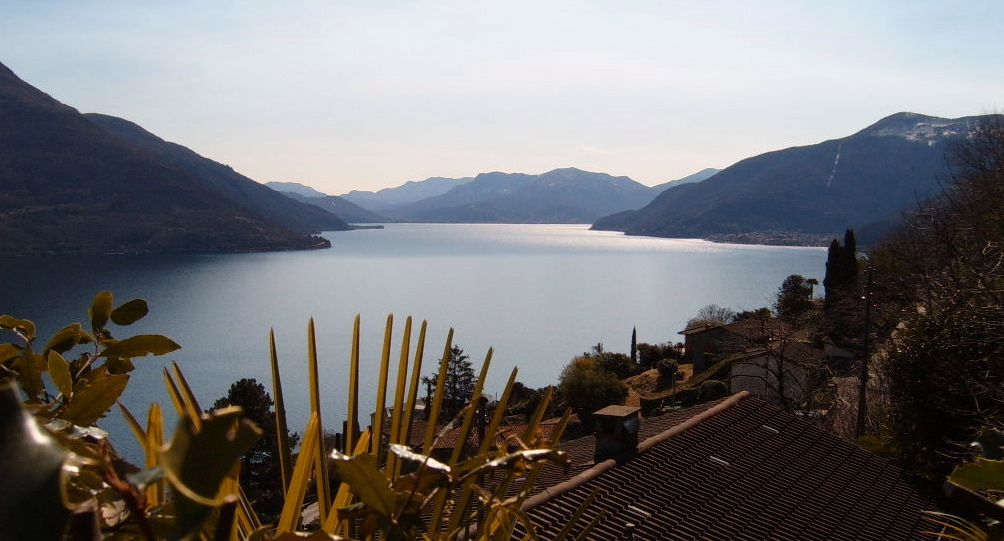
Lago Maggiore

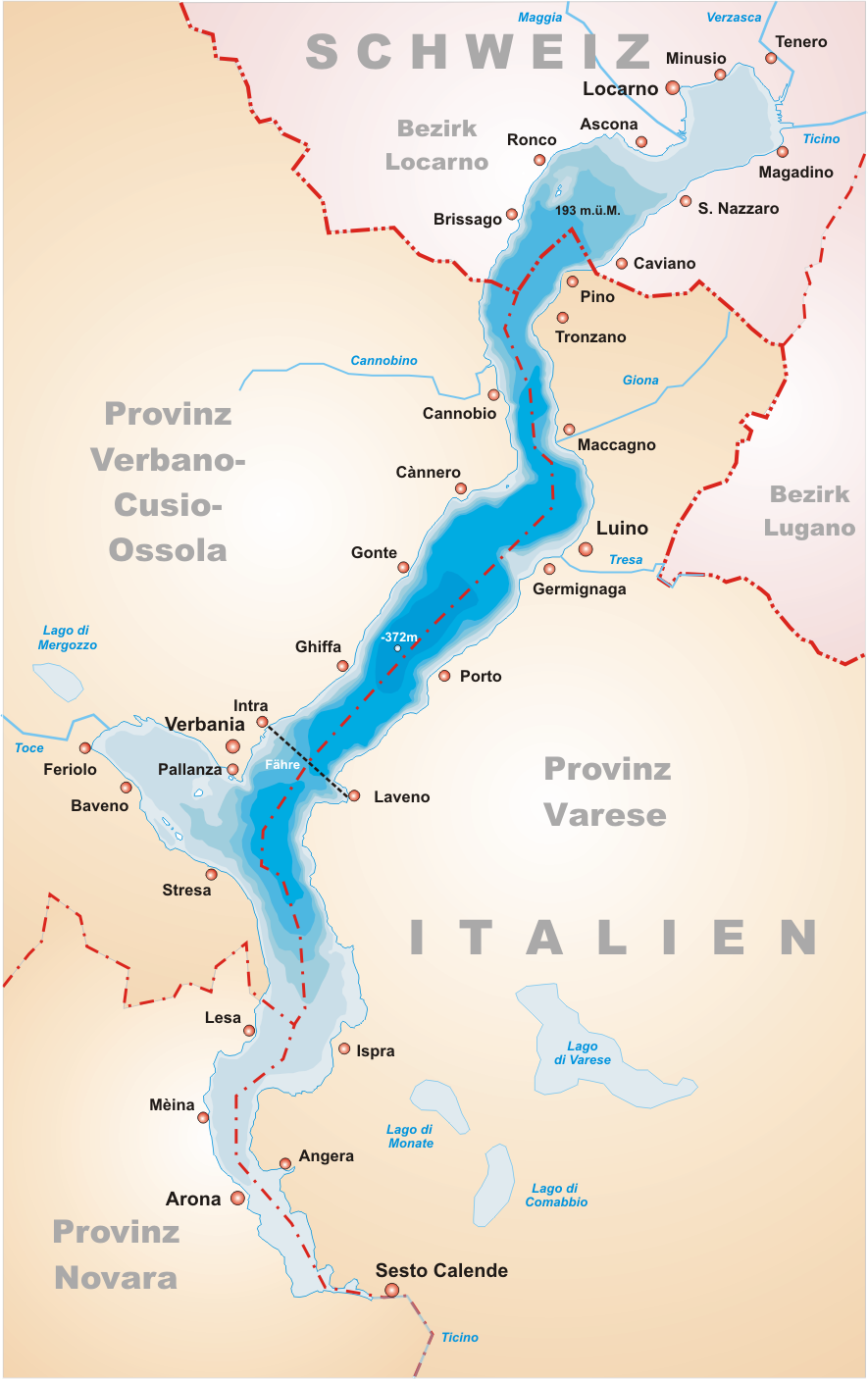
Mapa Lago Maggiore

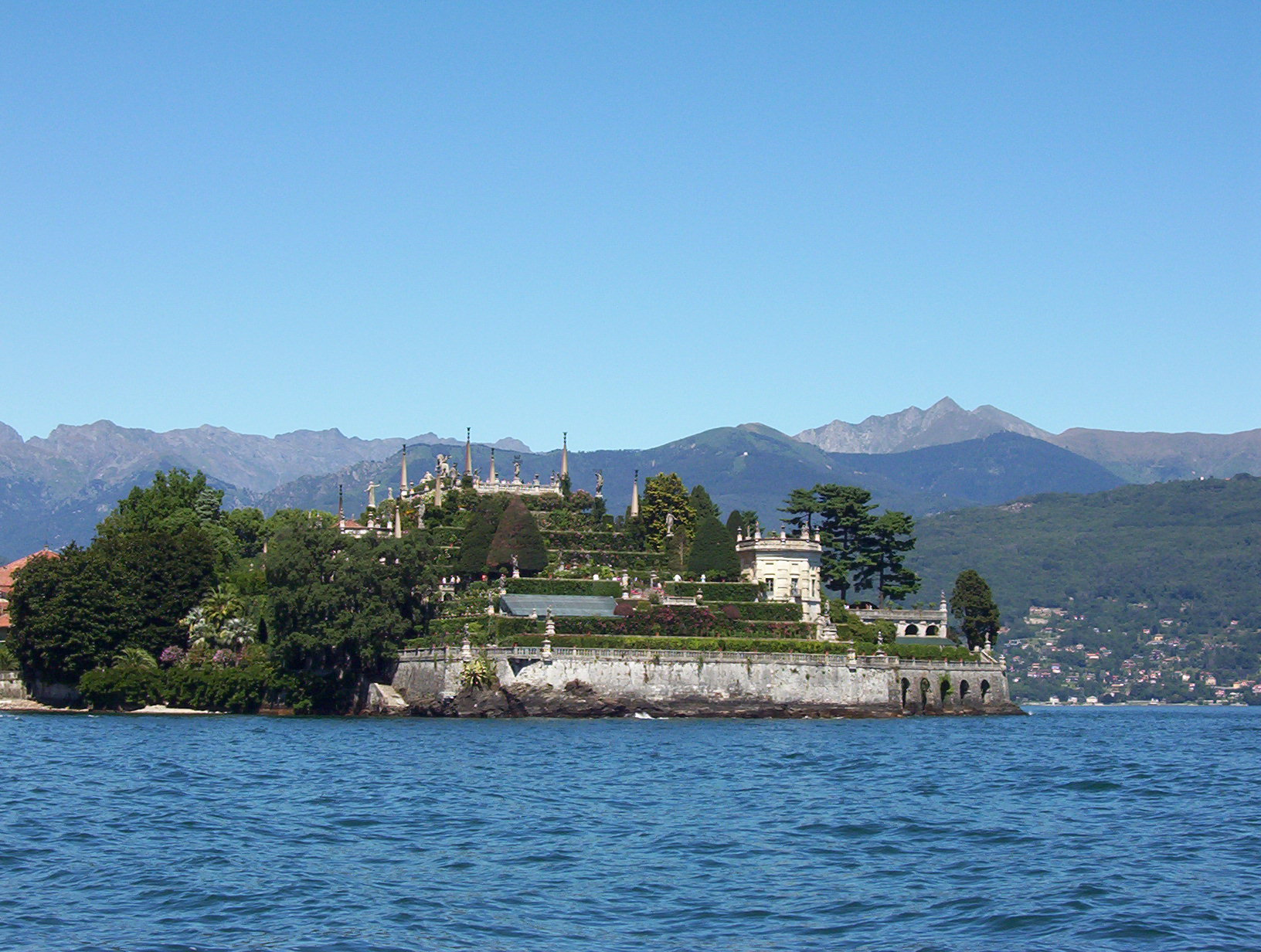
zahrady na ostrově Isola Bella

Lago Maggiore (italsky také Lago Verbano z latinského Lacus Verbanus, německy Langensee, znamená velké jezero) je jezero ležící částečně v italských regionech Piemont a Lombardie a švýcarském kantonu Ticino, má rozlohu 212,5 km², z čehož 80,1 % leží v Itálii a zbývajících 19,9 % ve Švýcarsku. Dosahuje od jižního řetězce Lepontinských Alp až k okraji Pádské nížiny. Jako ostatní severoitalská jezera vzniklo roztátím ledovce na konci poslední doby ledové, nachází se v tektonické kotlině a je ohraničené prudkými a vysokými břehy. Hlavně severní konec je obklopen balvany, které pocházejí z ledovce. Na jihu je hrazeno morénou starého ledovce. Jezero smutně proslulo za druhé světové války, kdy zde příslušníci 1. praporu LSSAH (tj. SS-Panzer-Division Leibstandarte-SS Adolf Hitler) povraždili přes 50 Židů. Leží v nadmořské výšce 193 m. Jezero je 66 km dlouhé a maximálně 10 km široké. Je po Gardském jezeře druhé největší v Itálii. Jeho maximální hloubka je 372 m. Tím je nejhlubším a zároveň nejníže položeným jezerem ve Švýcarsku. Oblast povodí jezera je velká 6386 km² (3326 km² ve Švýcarsku a 3060 km² v Itálii).

## Vodní režim

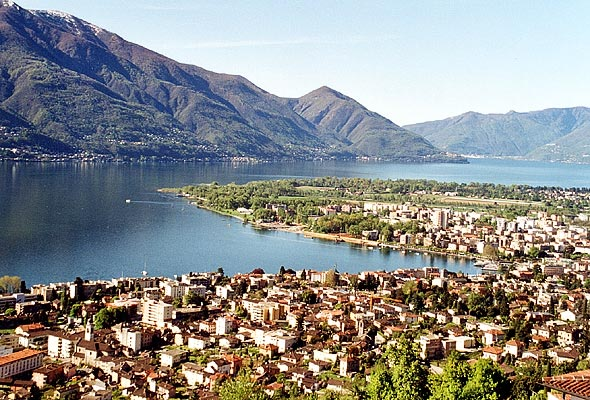
Jezero Lago Maggiore u švýcarských obcí Muralto a Locarno.

Jezerem protéká řeka Ticino (levý přítok řeky Pád), protékající stejnojmenným švýcarským kantonem. Vlévá se do něj u Magadina, v deltě na konci úrodného údolí. Oblast při toku (Bolle di Magadino) je přírodní rezervací. Zde na severu se do jezera také vlévá Verzasca známá především díky mostu Ponte dei Salti a přehradou s 220 m vysokou hrází. Další přítok na západní straně je Maggia. Východně od její delty se nachází město Locarno, známé především filmovým festivalem a poutním kostelem Madonna del Sasso. Západně od její delty pak leží Ascona se svou jezerní promenádou a Monte Verità. O něco výše se dělí údolí u Ponte Brolla na Centovalli vlevo a Valle Maggia (německy Maggiatal) vpravo. Změny výšky hladiny jsou asi 4 m za rok, nejvyšší úrovně dosahuje v červnu až v červenci. V zimě nezamrzá.

## Ostrovy
U Brissaga se nachází dva ostrovy Isole di Brissago, na kterých je botanická zahrada. Severně od Cannero Riviera leží dva ostrůvky, které se jmenují Castelli di Cannero. U Stresy leží čtyři Borromejské ostrovy – Isola Bella, Isola Madre, Isola dei Pescatori (také známá jako Isola Superiore) a Isolino di San Giovanni.

## Vegetace
Vegetace je stejně bujná jako u jezera Lago di Como a u jiných jezer v oblasti. Najdeme zde fíky, granátová jablka, olivy, myrta apod. Na Borromejských ostrovech dokonce citronovníky, pomerančovníky, korkové duby a svatojánský chléb.

## Obce a sídla
- Švýcarsko
  - kanton Ticino
    - okres Locarno: obce: Gambarogno, Locarno, Tenero-Contra, Minusio, Muralto, Ascona, Ronco sopra Ascona, Brissago
- Itálie
  - Lombardie
    - provincie Varese: obce: Maccagno, Tronzano Lago Maggiore, Luino, Germignaga, Brezzo di Bedero, Porto Valtravaglia, Castelveccana, Laveno, Leggiuno, Monvalle, Besozzo, Brebbia, Ispra, Ranco, Angera, Sesto Calende

  - Piemont
    - provincie Novara: obce: Lesa, Meina, Arona, Dormelletto, Castelletto sopra Ticino
    - provincie Verbano-Cusio-Ossola: obce: Cannobio, Cannero Riviera, Oggebbio, Ghiffa, Verbania, Baveno, Stresa, Belgirate

### Města a sídla na březích jezera
Největší město na jezeře je italská Verbania, které se skládá ze dvou částí Intra a Pallanza. Jižně od Verbanie se rozšiřuje jezero díky Verbanskému zálivu, kde se do jezera vlévá řeka Toce. Na druhé straně zálivu leží město Stresa, jehož architektura připomíná šarm mondénních vznešených lázeňských míst. Ostatně se zde konalo několik význačných historických konferencí. Dále na jihu se nachází město Arona. 2 km severně od Arony stojí od roku 1624 mědí pobitá socha, zadaná Carlem Borromeem, vysoká 23 m (35 m s podstavcem), která až do stavby Sochy svobody v New Yorku byla nejvyšší sochou s vnitřním schodištěm. Na jižním konci jezera u Sesto Calende na jezero navazuje přírodní rezervace zahrnující lužní oblast. Na východní straně jezera se ční strmá skála, do které je vytesaný klášter Santa Caterina del Sasso. Také na východním břehu se nachází město Luino se známými týdenními trhy, dnes převážně už turistickými.
| Tessin (Švýcarsko) | Piemont (Itálie)                                                                                                 | Lombardie (Itálie) |
| --- | --- | --- |
| - Caviano - Sant’Abbondio - Gerra - San Nazzaro - Piazzogna - Vira (Gambarogno) - Magadino - Tenero - Minusio - Muralto - Locarno - Ascona - Ronco sopra Ascona - Brissago | - Arona - Meina - Lesa - Belgirate - Stresa - Baveno - Verbania - Ghiffa - Oggebbio - Cannero Riviera - Cannobio | - Sesto Calende - Angera - Ranco - Ispra - Laveno-Mombello - Castelveccana - Porto Valtravaglia - Brezzo di Bedero - Germignaga - Luino - Maccagno - Tronzano Lago Maggiore - Pino sulla Sponda del Lago Maggiore |

### Doprava
Od roku 1826 je na jezeře zavedena osobní doprava. Dnes ji provozuje na jezerech Maggiore, Garda a Como flotila 25 lodí. Na jezeře jsou pěstovány vodní sporty.

### Rybolov
Lovem ryb se na jezeře živí mnoho rybářů (pstruzi, okouni). Roční výlov je přibližně 150 tun.